# Rodney Nuckey
Rodney Nuckey va ser un pilot de curses automobilístiques anglès que va arribar a disputar curses de Fórmula 1.
Nuckey va néixer el 26 de juny del 1926 a Wood Green, Londres, Anglaterra i va morir el 29 de juny del 2000 a Manila, Filipines.

## A la F1
Va debutar a la setena cursa de la quarta temporada de la història del campionat del món de la Fórmula 1, la corresponent a l'any 1953, disputant el 2 d'agost el GP d'Alemanya al Circuit de Nürburgring.
Rodney Nuckey va participar en dues curses puntuables pel campionat de la F1, disputades en diferents temporades, les de 1953 i 1954.

## Resultats a la Fórmula 1
| Any  | Equip           | Xassís | Motor   | 1   | 2   | 3   | 4   | 5       | 6   | 7      | 8   | 9   | Posició | Punts |
| ---- | --------------- | ------ | ------- | --- | --- | --- | --- | ------- | --- | ------ | --- | --- | ------- | ----- |
| 1953 | Rodney Nuckey   | Cooper | Bristol | ARG | 500 | HOL | BEL | FRA     | GBR | ALE 11 | SUI | ITA | -       | 0     |
| 1954 | Ecurie Richmond | Cooper | Bristol | ARG | 500 | BEL | FRA | GBR NVS | ALE | SUI    | ITA | ESP | -       | 0     |

### Resum
| Curses: | Victòries: | Pòdiums: | Poles: | Voltes ràpides: | Punts: |
| ------- | ---------- | -------- | ------ | --------------- | ------ |
| 2       | 0          | 0        | 0      | 0               | 0      |